# 샘 루윅

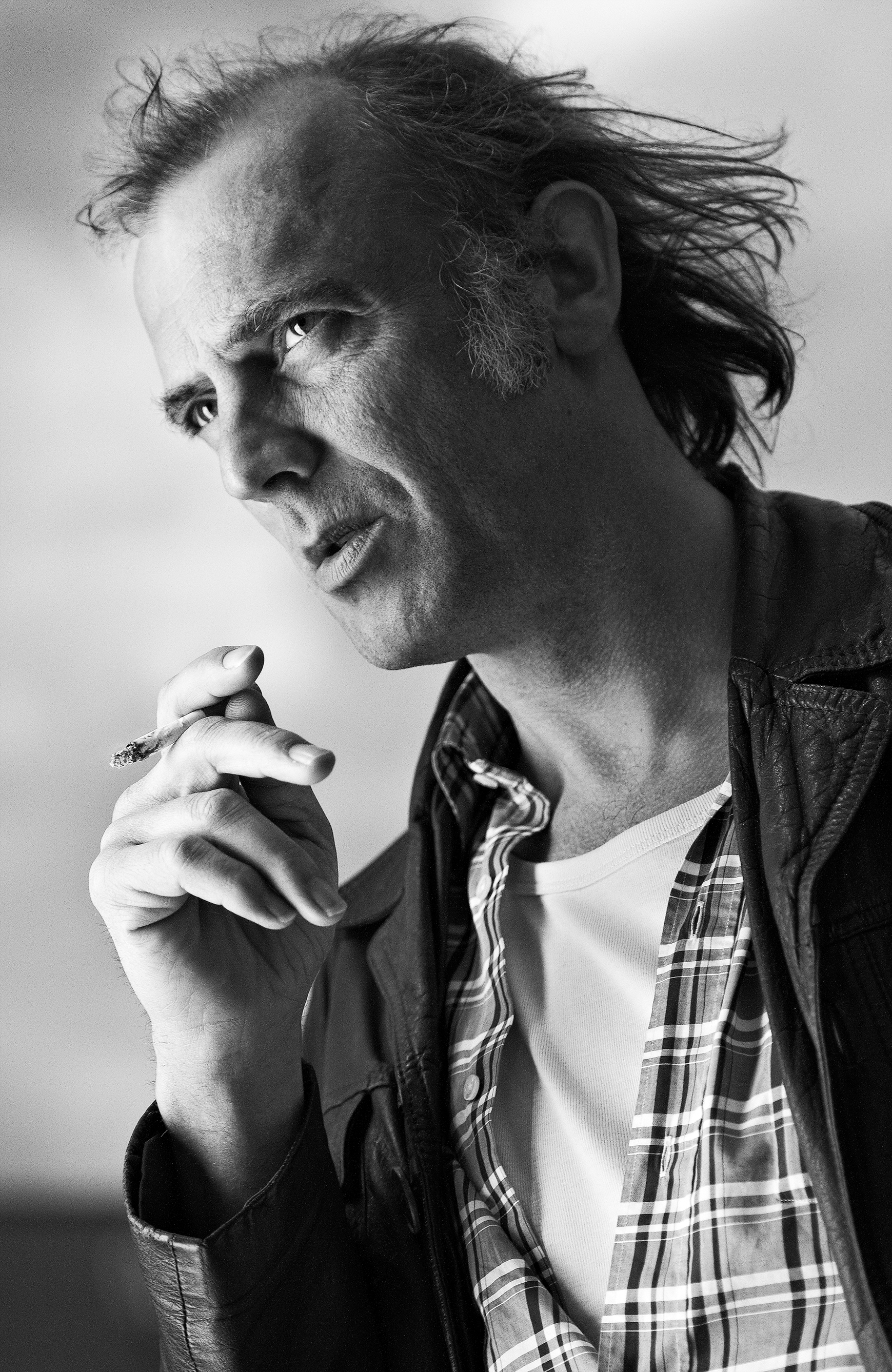

삼 루윅(Sam Louwyck, 1966년 1월 1일 ~ )은 벨기에의 가수, 안무가, 배우, 댄서, 창작자이다.
브뤼허에서 태어났다.

## 영화
- 네버 그로우 올드 (2019년)
- 더 바운서 (2018년)
- 야수 (2017년)
- 와일드 보이즈 (2017년)
- 레이서 앤 제일버드 (2017년)
- 카고: 아버지와 바다 (2017년)
- 엠퍼러 (2016년)
- 발리 (2015년)
- 더티 울브스 (2015년)
- 키퍼 (2015년)
- 아르덴 (2015년)
- 나의 딸, 나의 누나 (2015년) - 위조자 역
- 40-러브 (2014년)
- 더 원더스 (2014년)
- 더 스트레인지 컬러 (2013년)
- 제5계절 (2012년)
- 더 레터 (2012년)
- 더 월드 빌롱스 투 어스 (2012년) - 에릭 역
- 리틀 블랙 스파이더스 (2012년) - 헨릭 역
- 불헤드 (2011년) - 마크 디카이퍼 역
- 5월의 22일 (2010년)
- 길 잃은 사람들 (2009년)
- 데이 인 어 라이프 (2007년)
- 익스 드러머 (2007년)
- 오 마이 갓?! (2001년)